# 丹波忠守
丹波 忠守（たんば の ただもり、文永7年（1270年）? - 康永3年/興国5年6月22日（1344年8月1日））は、鎌倉時代後期から南北朝時代初期にかけての医師・官人・歌人。典薬頭・丹波長有の長男。子に雅守がいる。官位は四位・宮内卿。

## 生涯
大覚寺統に仕え、医師でありながら後宇多上皇の上北面となるなど重用された。権侍医・隼人正を歴任後、嘉元3年（1305年）5月7日に従四位下に叙せられる。後醍醐天皇が即位した文保2年（1318年）3月20日に施薬院使に任じられた。
元徳2年（1330年）7月25日に典薬頭に任じられ、翌元弘元年（1331年）には6月15日に宮内卿に抜擢されている。当時の抜擢振りについては、『徒然草』において三条公明に侮辱される話が描かれている。ところが、元弘の変で後醍醐天皇の倒幕計画に関与した疑いで六波羅探題に拘束され、間もなく出家に追い込まれた。法名は寂阿。
康永3年（1344年）6月22日に京都にて死去。

## 人物
二条為世門下の二条派歌人として知られ、忠房親王の歌壇の常連として二条道平や小倉実教などとともに名を連ねている。勅撰歌人として、『玉葉和歌集』以下の勅撰和歌集に11首が入首している。また、内裏での歌合にも度々召され、『増鏡』にも描かれた元亨元年（1321年）八月十五夜歌合や建武政権下で行われた内裏七夕歌会などにも召されている。
『源氏物語』の研究家であり、四辻善成に『源氏物語』を伝授している。また、『源氏物語』の覚生（学匠）として知られ、頓阿とともに二条派の「禁制詞」（制詞）を定めたとされる。
医師としての立場や忠房親王とのつながりから、西園寺家・二条家などの有力公家にも出入りしており、二条良基（道平の子）らとも親交があった。
斜視（眇目）だったらしい。同じ名前の読みで斜視だった平忠盛（伊勢忠盛）が「伊勢瓶子（へいし＝平氏）は酢瓶（すがめ＝眇目）なりけり」とからかわれた逸話（平家物語）と、丹波氏が渡来人であることと、さらに忠守が医師であることとかけて、三条公明に「からへいし（＝唐瓶子、唐医師）」とからかわれて怒った記事が『徒然草』103段に見える。

## 『増鏡』著者説
忠守を『増鏡』の著者と比定する説がある。荒木良雄は当代きっての『源氏物語』研究家で歌道に精通していることをもって、忠守著者説を唱える。近年においては『増鏡』著者の有力説とされる二条良基の研究家である小川剛生の見解として、二条良基が『増鏡』成立に深く関わったとしつつも、現役の公家政治家でかつ最終的に持明院統に仕えた良基を直接の筆者とすることの困難を挙げて、「良基監修・忠守筆者」説を唱えている。